# Dark Matter Moving at the Speed of Light
Dark Matter Moving at the Speed of Light – jedenasty studyjny album amerykańskiego prekursora muzyki electro i pioniera muzyki hip-hop, o pseudonimie Afrika Bambaataa. Został wydany we wrześniu 2004 roku nakładem wytwórni muzycznej Tommy Boy Entertainment. Płytę promowały dwa single "B More Shake" i "Metal", które dotarły kolejno do miejsca 15. i 43. notowania Hot Dance Club Songs.

## Lista utworów
Źródło.
1. "Got That Vibe" (gościnnie King Kamonzi)
2. "Metal" (gościnnie Gary Numan, MC Chatterbox)
3. "Dark Matter" (gościnnie King Kamonzi)
4. "Take You Back"
5. "Soul Makossa"
6. "Just a Smoke" (gościnnie Mustafa Akbar)
7. "2137" (gościnnie Alien Ness)
8. "Almighty Ra" (gościnnie T.C. Izlam)
9. "Touch & Go" (gościnnie Muriel Fowler)
10. "Shake 'N' Pop Roll" (gościnnie Aghi Spirits)
11. "Ain't Takin' No Shhh"
12. "Pick Up On This"
13. "No Dope Fiends On the Floor"
14. "Electro Salsa"
15. "B More Shake"
16. "Meet Me at the Party"
17. "Sally" (gościnnie King Kamonzi)
18. "Zulu Chant No. 5"